# Giulio Zardo
Giulio Zardo (ur. 14 lipca 1980 w Montrealu) – kanadyjski bobsleista, dwukrotny medalista mistrzostw świata.

## Kariera
Pierwszy sukces w karierze osiągnął w 2003 roku, kiedy wspólnie z Pierre’em Luedersem zdobył srebrny medal w dwójkach podczas mistrzostw świata w Lake Placid. Na rozgrywanych rok później mistrzostwach świata w Königssee Kanadyjczycy w tym samym składzie wywalczyli złoty medal. Zardo wziął także udział w igrzyskach olimpijskich w Salt Lake City w 2002 roku, gdzie w dwójkach był piąty, a w rywalizacji czwórek zajął dziewiątą pozycję. Były to jego jedyne starty olimpijskie.